# Koji (musicista)
Andrew Koji Shiraki, noto semplicemente come Koji (Harrisburg, 12 febbraio 1987), è un cantautore e chitarrista statunitense.

## Biografia
Firma nell'agosto 2010 per la Run for Cover, con cui pubblica il suo primo live, Spring Song Vol. 1, e l'EP di debutto Some Small Way, con cui riesce a riscuotere una certa popolarità negli Stati Uniti. Il 23 novembre 2010 e il 3 maggio 2011 pubblica per la No Sleep Records due split, rispettivamente con i La Dispute e con Into It. Over It., mentre nel 2012 viene invitato a partecipare al Warped Tour. Il 30 aprile 2013 pubblicherà il suo primo album in studio, intitolato Crooked in My Mind.
Andrew ha inoltre creato l'associazione COLORMAKE, che vede la collaborazione di artisti e attivisti statunitensi organizzando diversi tipi di spettacoli a scopi benefici.

## Discografia

### Album in studio
- 2013 – Crooked in My Mind

### Album dal vivo
- 2010 – Spring Song Vol. 1

### EP
- 2010 – Some Small Way
- 2013 – Matters
- 2013 – Distance/Divide

### Split
- 2010 – IIOI/KOJI (con Into It. Over It.)
- 2011 – Never Come Undone (con La Dispute)